# Lifeforce Records
Lifeforce Records es un sello discográfico alemán que se especializa en bandas de metalcore, death metal y post-hardcore. La lista de bandas relacionadas con lifeforce incluía a Heaven Shall Burn, This or the Apocalypse, Light Pupil Dilate y Caliban.

## Lista de bandas relacionadas con Lifeforce
Esta es una lista de artistas que mantienes o mantuvieron un contrato con Lifeforce:
Actuales
- Blackout Argument
- Burning Skies
- By Night
- Cipher System
- Deadlock
- Deadsoil
- Destinity
- Endstand
- Fall of Serenity
- Hand to Hand
- Hell Within
- Herod
- Intronaut
- Last Winter
- Left to Vanish
- Light Pupil Dilate
- Miseration
- Nahemah
- Nightrage
- Raintime
- Raunchy
- Seneca
- The Psyke Project
- This or the Apocalypse
- War from a Harlots Mouth
- Withered

Pasados
- All That Remains
- Between the Buried and Me
- Beyond the Sixth Seal
- Caliban
- Cataract
- Death Before Disco
- Destiny
- End This Day
- Enforsaken
- Fear My Thoughts
- Heaven Shall Burn
- Liar
- Mindfield
- Sunrise
- The Underwater
- The Year of Our Lord
- Trivium